# Aunay-les-Bois
Aunay-les-Bois is een gemeente in het Franse departement Orne (regio Normandië) en telt 144 inwoners (1999). De plaats maakt deel uit van het arrondissement Alençon.

## Geografie
De oppervlakte van Aunay-les-Bois bedraagt 8,6 km², de bevolkingsdichtheid is 16,7 inwoners per km².
De onderstaande kaart toont de ligging van Aunay-les-Bois met de belangrijkste infrastructuur en aangrenzende gemeenten.

## Demografie
Onderstaande figuur toont het verloop van het inwonertal (bron: INSEE-tellingen).